# Vila Josefa Martínka
Vila Josefa Martínka je rodinný dům, který stojí v Praze 5-Hlubočepích ve vilové čtvrti Barrandov v ulici Pod Habrovou.

## Historie
Vila byla postavena pro Čeňka Karlíka v letech 1930–1931 podle návrhu architekta Kurta Spielmanna. Roku 1932 ji koupil obchodník Josef Martínek se svou manželkou Marií.
Josef Martínek (1888-1976) byl sběratel čínského umění. Po skončení první světové války působil v Šanghaji jako ředitel na britské celnici. V Evropě poprvé vystavoval v Londýně, do Prahy se vrátil až koncem 20. let 20. století. V Praze poprvé vystavoval své sbírky roku 1930 v Mánesu, kde poté otevřel obchod „Umění Číny a Japonska“ se zaměřením na orientální předměty. Roku 1948 s rodinou emigroval.

## Popis
Dům situovaný ve svahu je postaven na obdélném půdorysu. Ve směru do ulice je dvoupodlažní, směrem k zahradě třípodlažní. Má plochou střechu, přírodní hladkou omítku a terasy na severní straně domu. Je charakteristický výrazně předsazenou fabionovou římsou. Uliční branka a vstupní portál domu jsou spojeny prodlouženým zastřešením. Okna v patře zvýrazňují hladké šambrány se zaoblenými rohy.